# Pyrinia selecta
Pyrinia selecta är en fjärilsart som beskrevs av William Schaus 1912. Pyrinia selecta ingår i släktet Pyrinia och familjen mätare. Inga underarter finns listade.